# Otley (pel·lícula)
 Otley és una pel·lícula britànica dirigida per Dick Clement, estrenada el 1968, i adaptada del llibre de Martin Waddell. Ha estat doblada al català.

## Argument
Gerald Arthur Otley és un jove londinenc que viu a Portobello Road i sobreviu gràcies a un esperit emprenedor i la seva astúcia en la venda de petits articles que fa passar com antics. Després de rebre l'ordre de desallotjament de la casa on vivia de lloguer per insolvència es veu obligat a demanar hospitalitat per passar la nit i un dia és convidat a una recepció a la casa d'un cert Kopcenko on, després d'haver conegut a una dona anomenada Imogen, s'adorm per despertar l'endemà enmig d'un prat. Encara confós és informat per alguns amics que és buscat per l'homicidi de Kopcenko, assassinat durant la nit.

## Repartiment
- Tom Courtenay
- Romy Schneider
- Alan Badel
- James Villiers
- Phyllida Law
- Frank Middlemass: Bruce